# أكوس كيلر
أكوس كيلر (بالمجرية: Keller Ákos)‏ (و. 1989  م) هو لاعب كرة السلة مجري، ولد في سيكشفهيرفار، مركز لعبه هو لاعب هجوم قوي الجسم.

## روابط خارجية
- أكوس كيلر على موقع الاتحاد الدولي لكرة السلة (الإنجليزية)
- أكوس كيلر على موقع كرة السلة الأوروبية.كوم (الإنجليزية)
- أكوس كيلر على موقع ريلجم (الإنجليزية)
- أكوس كيلر على موقع بروبوليرز (الإنجليزية)
- أكوس كيلر على موقع سبورتس رفرنس (الإنجليزية)